# Haras El Hodoud Stadium
El Haras El Hodoud Stadium (en árabe: ستاد حرس الحدود‎), conocido también como Stade El Max (en árabe: ستاد المكس‎), es un estadio de fútbol ubicado en Alejandría en Egipto y actualmente es la sede de tres equipos de fútbol.

## Historia
Fue inaugurado en 2003 y construido por las Fuerzas Armadas de Egipto. Fue una de las sedes de la Copa Africana de Naciones 2006 donde se jugaron cinco partidos de la fase de grupos, el partido de cuartos de final ente Guinea y Senegal y el partido de las semifinales entre Nigeria ante Costa de Marfil..